# Houdain Lane Cemetery
Houdain Lane Cemetery is een Britse militaire begraafplaats met gesneuvelden uit de Eerste Wereldoorlog en gelegen in de Franse gemeente Tilloy-lès-Mofflaines (departement Pas-de-Calais). De begraafplaats werd ontworpen door William Cowlishaw en ligt aan een landweg genaamd Chemin des Revers op 1,5 km ten noordoosten van het gemeentehuis van Tilloy. Het terrein heeft een rechthoekig grondplan met aan de noordelijke zijde een halfcirkelvormige uitsprong waarin het Cross of Sacrifice en twee afzonderlijke graven staan. Dit ligt hoger dan het gedeelte met de graven en is bereikbaar langs twee trappen met een achttal treden. De begraafplaats wordt begrensd door een natuurstenen muur met een metalen hekje als toegang in de oostelijke zijkant.     
Er liggen 76 doden begraven. De begraafplaats wordt onderhouden door de Commonwealth War Graves Commission.

## Geschiedenis
Tilloy-lès-Mofflaines werd op 9 april 1917 door Britse troepen ingenomen, maar viel van maart tot augustus 1918 gedeeltelijk weer in Duitse handen tijdens hun lenteoffensief. Houdain Lane was een loopgraaf in het gebied tussen Tilloy en Feuchy. De begraafplaats werd in april 1917 aangelegd door eenheden van de 12th (Eastern), de 15th (Scottish) en de 37th Divisions. 
Onder de geïdentificeerde doden zijn er 65 Britten en 2 Canadezen. 

### Minderjarige militair
- William Henry Wolstenholme, sergeant bij de Royal Fusiliers was 17 jaar toen hij op 9 april 1917 sneuvelde.